# Побєда (2010)
«Побєда» (мак. Победа) — македонський футбольний клубі, розташований у місті Прілеп, заснований у 2010 році під назвою «Вікторія» на базі розпущеного клубу «Побєда»

## Історія
Клуб був заснований в 2010 році під назвою «Вікторія», після того як колишній клуб міста «Побєда» була дискваліфікована ФІФА на вісім років. Назва клубу «Вікторія» є латинським словом, що означає «Перемогу», так само, як і македонське слово «Побєда», що так само означає «Перемогу». Юридично результати і досягнення двох клубів розділяються Федерацією футболу Македонії.
У першому сезоні новостворений клуб посів перше місце в третьому дивізіоні і був підвищений до другого дивізіону. Там клуб провів три роки. У сезоні 2013/14 клуб потрапив у плей-оф за право збереження прописки в другому дивізіоні, але програв у другому раунді клубу «Младост» (Царев Двор) і вилетів назад до третього дивізіону. У наступному сезоні клуб з першої спроби знову виграв чемпіонат і повернувся до другого дивізіону.
У березні 2015 року клуб повернувся до історичної назви клубу «Побєда». У сезоні 2015/16 клуб посів перше місце і вперше в історії вийшов до найвищого македонського дивізіону. Там у дебютному сезоні клуб зайняв 7 місце і врятувався від вильоту.

## Сезони
| Сезон   | Чемпіонат      | Чемпіонат | Чемпіонат | Чемпіонат | Чемпіонат | Чемпіонат | Чемпіонат | Чемпіонат | Чемпіонат | Кубок |
| Сезон   | Ліга           | І         | В         | Н         | П         | ГЗ        | ГП        | О         | М         | Кубок |
| ------- | -------------- | --------- | --------- | --------- | --------- | --------- | --------- | --------- | --------- | ----- |
| 2010–11 | 3 ліга Схід    | 29        | 26        | 3         | 0         | 97        | 17        | 81        | 1 ↑       |       |
| 2011–12 | 2 ліга         | 30        | 12        | 5         | 13        | 36        | 38        | 41        | 11        | Р1    |
| 2012–13 | 2 ліга         | 30        | 12        | 3         | 15        | 24        | 34        | 39        | 7         | Р2    |
| 2013–14 | 2 ліга         | 29        | 12        | 7         | 10        | 44        | 30        | 43        | 9 ↓       |       |
| 2014–15 | 3 ліга Південь | 21        | 19        | 1         | 1         | 78        | 11        | 58        | 1         | Р2    |
| 2015–16 | 2 ліга         | 27        | 13        | 8         | 6         | 40        | 23        | 47        | 1 ↑       | Р1    |
| 2016–17 | 1 ліга         | 36        | 10        | 11        | 15        | 34        | 50        | 41        | 7th       | 1/4   |

## Досягнення
- Третя македонська футбольна ліга (2): 2010/11, 2014/15
- Друга македонська футбольна ліга: 2015/16

## Тренери
- Яне Николовський (2014)
- Дарко Крстевський (2015–16)
- Зоран Штерйовський (2016–)